# McDonnell Douglas F-15E Strike Eagle

F-15E Strike Eagle je američki višenamjenski jurišni lovac za sve vremenske prilike, namijenjen napadima na neprijateljske ciljeve duboko iza neprijateljskih linija. Razvijen je od lovca za zračnu nadmoć, F-15 Eaglea. Vatreno krštenje je Strike Eagle imao u Pustinjskoj oluji gdje je dokazao svoje sposobnosti dubokim udarima na iračke mete visoke važnosti, vršenjem SEAD zadaća i pružanjem bliske zračne potpore savezničkim vojnicima. Lako se razlikuje od F-15 Eaglea po mnogo tamnijoj kamuflaži koja je primijenjena jer Strike Eagle velik dio svojih zadataka izvršava noću. Također se razlikuje po posadi, koja broji dva člana za razliku od F-15A/C. Strike Eagle također nosi dva integrirana tzv. vanjska spremnika goriva (eng. conformal fuel tanks, CFT) koji su pričvršćeni cijelom dužinom donjeg dijela trupa uz uvodnike zraka motora i treba biti modificiran za let bez njih. Svaki CFT ima po šest dodatnih podvjesnih točaka.

## Razvoj
U ožujku 1981. Američko ratno zrakoplovstvo, je započelo program Poboljšani taktički lovac  (eng. Enhanced Tactical Fighter, ETF) kako bi se pronašla zamjena za dosta neuspjeli F-111. Cilj je bio stvoriti sofisticirani jurišni lovac za napade na ciljeve duboko u neprijateljskoj pozadini bez potrebe za pratnjom i podrškom drugih lovaca i zrakoplova za elektronsko ratovanje. Dvije zrakoplovne tvrtke su se javile, General Dynamics sa značajno izmijenjenom inačicom F-16 Fighting Falcona, nazvanom F-16XL dok je McDonnel Douglas ponudio modificirani F-15 Eagle. Ugovor je dodijeljen McDonnel Douglasu.

## Dizajn
Uloga Strike Eaglea kao jurišnog lovca je radikalni pomak od izvornog F-15, koji je dizajniran s poslovicom Not a pound for air-to-ground, što na hrvatskom znači ni jednoga grama za zrak-zemlja, dakle bez mogućnosti nošenja oružja zrak-zemlja. No sama konstrukcija zrakoplova je mogla biti podloga izvrsnom jurišnom lovcu. Premda namijenjen zemaljskim udarima, Strike Eagle je ostao velikim dijelom jednako smrtonosan u borbi zrak-zrak kao i Eagle te mu nije potrebna pratnja drugih lovaca. 
Prvi prototip je zapravo bio modificirani F-15B, no svi sagrađeni F-15E ipak imaju značajne promjene te također daleko jače motore zbog povećane težine. Stražnje sjedište je namijenjeno operateru oružanih sustava, OOS, (eng. Wepon Systems Officer, WSO), neslužbeno znanom kao Tip u stražnjem sjedalu (eng. Guy in back seat, Gibs). Njegova/njezina dužnost je upravljanje novom i kompleksnom zrak-zemlja opremom, u čemu mu pomaže nekoliko višenamjenskih zaslona za radar, elektronsko ratovanje i drugi senzori te također može provjeravati status zrakoplova, procjenjivati prijetnje te birati mete. Također mu je za navigaciju dostupna digitalna pokretna karta. No za razliku od ranijih lovaca dvosjeda poput F-14 Tomcata i F-4 Phantoma, Strike Eagle na stražnjem sjedalu također ima letačke kontrole kako bi OOS mogao preuzeti upravljanje u slučaju opasnosti.

## Operativna uporaba

### SAD
F-15E Strike Eagle je svoje vatreno krštenje imao u Operaciji Pustinjska oluja gdje je prvenstveno uništavao iračke SCUD rakete u čemu je bio veoma uspješan. Strike Eagle je bio uključen u nekoliko zračnih borbi, ali spletom loših okolnosti, zatajivanja sustava i oklijevanjem pilota nije postigao niti jedno obaranje neprijatelja. Sreća se promijenila kada je jedan Strike Eagle pri pružanju bliske zračne podrške specijalnim snagama uspio uništiti irački Mi-24 Hind koji je napao specijalne snage. Tokom rata su od neprijateljske protuzračne vatre oborena dva F-15E. U prvom incidentu su oba člana posade poginula, a u drugom su se uspjeli katapultirati i izbjeći zarobljavanje. Dva oborena časnika su uspjela stupiti u kontakt sa spasilačkim helikopterima, ali nažalost u oba slučaja su ostavljeni zbog sukoba pilota helikoptera i specijalaca koji su bili ukrcani. Naime, nisu se mogli dogovorit tko će pokupiti zasluge. Kao rezultat, oboreni piloti su uhvaćeni i predstavljeni kao ratni trofeji.
Strike Eagle je nadalje korišten u svim zračnim operacijama SAD-a, uključujući kosovsku krizu, invaziju na Afganistan i drugi rat u Iraku. F-15E se pokazao dostojan svog zadatka, nanosivši teške udarce neprijateljima. Uništeni su mnogi bunkeri, vozila, instalacije i zrakoplovi na zemlji te mnogi drugi ciljevi.

### Izrael
Izraelsko ratno zrakoplovstvo opremljeno je sa specijaliziranom inačicom Strike Eaglea, F-15I Ra'am, što na hebrejskom znači grom. Prvi borbeni zadatak F-15I dogodio se 11. siječnja 1999. u Libanonu. Izrael je 1999. objavio da će kupiti nove lovce i F-15I Ra'am je bio jedan od sudionika natječaja, ali na kraju je izabrana značajno modificirana verzija F-16, F-16I Sufa, što je hebrejski za oluju.

## Tehničke karakteristike (F-15E)
Osnovne karakteristike
- dužina: 19,43 m
- raspon krila: 13,05 m
- površina krila: 56,5 m2
- visina: 5,63 m
- aeroprofil: NACA 64A006.6 (korjen krila), NACA 64A203 (vrh krila)

Letne karakteristike
- najveća brzina: 2.650 km/h
- ekonomska brzina: 1.100 km/h
- dolet: 3.900 km
- brzina penjanja: 254+ m/s
- najveća visina leta: 18.200 m
- motor: 2× Pratt & Whitney F100-229  turbofen motora s naknadnim izgaranjem